# Roeselia nigromaculata
Roeselia nigromaculata är en fjärilsart som beskrevs av Nagano 1918. Roeselia nigromaculata ingår i släktet Roeselia och familjen trågspinnare. Inga underarter finns listade.